# Liste der Venuskrater/U
| Name      | Position          | ⌀       | Benannt nach                                                 |
| --------- | ----------------- | ------- | ------------------------------------------------------------ |
| Ualinka   | 13,2° N, 168,6° O | 8,1 km  | ossetischer Vorname                                          |
| Udagan    | 10,7° N, 153,1° W | 11,5 km | jakutischer Vorname                                          |
| Udaltsova | 20,3° S, 84,7° W  | 26,7 km | Nadeschda Andrejewna Udalzowa (1886–1961), russische Malerin |
| Udyaka    | 30,9° N, 172,9° O | 7,7 km  | orotschischer Vorname                                        |
| Ugne      | 34,9° N, 154,2° W | 10,3 km | litauischer Vorname                                          |
| Uleken    | 33,7° N, 174,9° W | 10,9 km | Vorname der Hezhen                                           |
| Ulla      | 51,5° S, 175,5° W | 10,4 km | schwedischer Vorname                                         |
| Ulpu      | 35,7° S, 179° O   | 7 km    | finnischer Vorname                                           |
| Ulrique   | 75,9° N, 55,6° O  | 19,6 km | französischer Vorname                                        |
| Uluk      | 62,2° S, 178,6° O | 10,3 km | sibirischer Vorname                                          |
| Ul'yana   | 24,3° N, 107° W   | 12,5 km | russischer Vorname                                           |
| Umaima    | 23,3° S, 164,6° W | 6,9 km  | arabischer Vorname                                           |
| Umkana    | 53,3° S, 161,4° W | 6,2 km  | tschuktschischer Vorname                                     |
| Unay      | 53,5° N, 172,7° O | 11,4 km | Vorname der Mari                                             |
| Undset    | 51,7° N, 60,8° O  | 20 km   | Sigrid Undset (1882–1949), norwegische Schriftstellerin      |
| Unitkak   | 40,8° N, 160,5° W | 8 km    | tschuktschischer Vorname                                     |
| Urazbike  | 9° S, 157,5° W    | 7 km    | tatarischer Vorname                                          |
| Ustinya   | 41,2° S, 108,4° W | 11,8 km | russischer Vorname                                           |
| Uvaysi    | 2,3° N, 161,7° W  | 38,9 km | Uwaisi (??????, 1781–1845), usbekische Schriftstellerin      |
| Uyengimi  | 76,9° S, 155,1° W | 8,9 km  | Vorname der Ob-Ugrier                                        |